# Kishka (gastronomia)
Il termine kishka (in sloveno kašnica; bielorusso кішка, kiška; in polacco kiszka o kaszanka; in romeno chişcă; in yiddish ed ebraico קישקע, kishke o Kischke; in lituano vėdarai; in russo кишка, kiška; in ucraino кишка, kyška) indica vari tipi di salsiccia o di intestino farcito con un ripieno composto da una combinazione di carne e farina, solitamente di grano. Il piatto è popolare in tutta l'Europa dell'est e fra le comunità di immigrati provenienti da quelle aree come, ad esempio, il Midwest degli Stati Uniti, dove risiedono molti polacchi immigrati. Viene anche preparato dagli ebrei aschenaziti che, seguendo le leggi alimentari del casherut, omettono la carne di maiale. Il termine "kishka" è di origine slava e significa letteralmente "budello" o "intestino".

## Caratteristiche
Una varietà comune di kishka dell'Europa orientale è il cosiddetto kaszanka, un sanguinaccio composto da sangue di maiale e grano saraceno o orzo, rivestito da un involucro composto da un intestino di maiale. Simile al black pudding, il kaszanka viene tradizionalmente servito a colazione. I kishka possono anche essere preparati con le frattaglie, fra cui il fegato e vari ripieni di cereali. Il colore di un kishka cotto può variare dal grigio/bianco al marrone/arancio, a seconda della quantità di paprica utilizzata e degli altri ingredienti. Esistono anche varianti di kishka vegetariane.

### Kishke ebraico
Il kishke, anche detto derma (dal tedesco darm, ovvero "intestino") o helzel, è un piatto ebraico tradizionalmente preparato con farina di grano o di matzah, schmaltz e spezie. Al giorno d'oggi, per preparare il kishke vengono solitamente usati involucri sintetici non commestibili che sostituiscono l'intestino di manzo. Il kishke viene spesso accompagnato al cholent: uno stufato tipico della cucina ashkenazita. Tale alimento è reperibile in tutti i supermercati di Israele. Le varietà non tradizionali dell'alimento includono quella ripiena di riso o con fegatini di pollo a cubetti e ventriglio.
Il kishke viene solitamente posto sul cholent già pronto e cotto per una notte nello stesso recipiente. In alternativa può essere cotto in acqua salata con l'aggiunta di olio vegetale o cotto in un piatto, e servito separatamente con salsa gravy addensata con la farina.